# Serbien i olympiska sommarspelen 2008
Serbien i olympiska sommarspelen 2008 bestod av 92 idrottare som blivit uttagna av Serbiens olympiska kommitté.

## Medaljer
| Medalj | Namn                               | Sport      | Event                         |
| ------ | ---------------------------------- | ---------- | ----------------------------- |
| Silver | Milorad Čavić                      | Simning    | Herrarnas 100 meter fjärilsim |
| Brons  | Novak Đoković                      | Tennis     | Herrsingel                    |
| Brons  | Serbiens herrlandslag i vattenpolo | Vattenpolo | Herrarnas turnering           |

## Resultat

### Bordtennis
- Huvudartikel: Bordtennis vid olympiska sommarspelen 2008
- Singel, herrar

| Idrottare              | Gren   | Omgång 1             | Omgång 2                 | Omgång 3             | Omgång 4             | Kvartsfinal          | Semifinal            | Final                |
| Idrottare              | Gren   | Motståndare Resultat | Motståndare Resultat     | Motståndare Resultat | Motståndare Resultat | Motståndare Resultat | Motståndare Resultat | Motståndare Resultat |
| ---------------------- | ------ | -------------------- | ------------------------ | -------------------- | -------------------- | -------------------- | -------------------- | -------------------- |
| Aleksandar Karakašević | Singel | Cem Zeng (TUR) 4-1   | Jörgen Persson (SWE) 2-4 | Gick inte vidare     | Gick inte vidare     | Gick inte vidare     | Gick inte vidare     | Gick inte vidare     |

### Brottning
Herrar
Grekisk-romersk
| Namn           | Gren                | Kval                            | Åttondelsfinal                | Kvartsfinal          | Semifinal            | Återkval omgång 1            | Återkval omgång 2            | Final                |
| Namn           | Gren                | Motståndare Resultat            | Motståndare Resultat          | Motståndare Resultat | Motståndare Resultat | Motståndare Resultat         | Motståndare Resultat         | Motståndare Resultat |
| -------------- | ------------------- | ------------------------------- | ----------------------------- | -------------------- | -------------------- | ---------------------------- | ---------------------------- | -------------------- |
| Kristijan Fris | Bantamvikt (−55 kg) | Yuriy Koval (UKR) 6-4, 1-2, 3-1 | Nazyr Mankiev (RUS) 0-4, 0-6  | Gick inte vidare     | Gick inte vidare     | Ildar Hafizov (UZB) 4-0, 1-0 | Hamid Sourian (IRI) 0-5, 1-1 | Gick inte vidare     |
| Davor Štefanek | Fjädervikt (−60 kg) |                                 | Dilshod Aripov (UZB) 1-1, 1-3 | Gick inte vidare     | Gick inte vidare     | Gick inte vidare             | Gick inte vidare             | Gick inte vidare     |

### Cykling
- Huvudartikel: Cykling vid olympiska sommarspelen 2008

Herrar
| Namn              | Gren      | Tid              | Placering |
| ----------------- | --------- | ---------------- | --------- |
| Ivan Stević       | Linjelopp | 6:35.44 (+11:55) | 67:a      |
| Nebojša Jovanović | Linjelopp | 6:49.59 (+26.10) | 85:a      |

### Fotboll
- Huvudartikel: Fotboll vid olympiska sommarspelen 2008
- Herrar
- Lag

| Nr          | Namn                        | Klubb             | Födelsedatum            | Spelade   | Mål       | Gult kort | Gult kort · Gult kort · Rött kort | Rött kort |
| Målvakter   | Målvakter                   | Målvakter         | Målvakter               | Målvakter | Målvakter | Målvakter | Målvakter                         | Målvakter |
| ----------- | --------------------------- | ----------------- | ----------------------- | --------- | --------- | --------- | --------------------------------- | --------- |
| 1           | Vladimir Stojković (Kapten) | Sporting          | 28 juli 1983            | 3         | 0         | 0         | 0                                 | 0         |
| 18          | Saša Stamenković            | Napredak Kruševac | 5 januari 1985 (age 23) | 0         | 0         | 0         | 0                                 | 0         |
| Försvarare  |                             |                   |                         |           |           |           |                                   |           |
| 2           | Marko Jovanović             | Partizan          | 26 mars 1988            | 3         | 0         | 0         | 0                                 | 0         |
| 3           | Aleksandar Kolarov          | Lazio             | 10 november 1985        | 2         | 0         | 0         | 0                                 | 0         |
| 4           | Gojko Kačar                 | Hertha            | 26 januari 1987         | 2(1)      | 0         | 0         | 0                                 | 0         |
| 5           | Slobodan Rajković           | Twente            | 3 februari 1989         | 3         | 1         | 0         | 0                                 | 0         |
| 11          | Duško Tošić                 | Werder Bremen     | 19 januari 1985         | 2         | 0         | 0         | 1                                 | 0         |
| 16          | Nenad Tomović               | Red Star Belgrade | 30 augusti 1987         | 2(1)      | 0         | 1         | 0                                 | 0         |
| Mittfältare |                             |                   |                         |           |           |           |                                   |           |
| 6           | Predrag Pavlović            | Napredak Kruševac | 19 juni 1986            | 0         | 0         | 0         | 0                                 | 0         |
| 7           | Milan Smiljanić             | Espanyol          | 19 november 1986        | 3         | 0         | 0         | 0                                 | 0         |
| 8           | Nikola Gulan                | Fiorentina        | 23 mars 1989            | 1(2)      | 0         | 1         | 0                                 | 0         |
| 12          | Dušan Tadić                 | Vojvodina         | 20 november 1988        | 1(2)      | 0         | 0         | 0                                 | 0         |
| 13          | Ljubomir Fejsa              | Partizan          | 14 augusti 1988         | 3         | 0         | 0         | 0                                 | 0         |
| 15          | Aleksandar Živković         | Shandong Luneng   | 28 juli 1977            | 2(1)      | 0         | 1         | 0                                 | 0         |
| 17          | Zoran Tošić                 | Partizan          | 28 april 1987           | 3         | 0         | 2         | 0                                 | 0         |
| Anfallare   |                             |                   |                         |           |           |           |                                   |           |
| 9           | Đorđe Rakić                 | Red Bull Salzburg | 31 oktober 1985         | 1(1)      | 1         | 0         | 0                                 | 0         |
| 14          | Miljan Mrdaković            | Vitória           | 9 maj 1982              | 2(1)      | 1         | 0         | 0                                 | 0         |
| 19          | Andrija Kaluđerović         | OFK Beograd       | 5 juli 1987             | 0         | 0         | 0         | 0                                 | 0         |
| Tränare     |                             |                   |                         |           |           |           |                                   |           |
|             | Miroslav Đukić              |                   | 19 februari 1966        |           |           |           |                                   |           |

Not: tre spelare födda före 1 januari 1985 var tillåtna i varje lag. Dessa spelare är markerade i kursivt
- Resultat

Alla tider är lokala (UTC+8)
- Gruppspel - Grupp A

| Lag             | Spl. | V | O | F | GM | IM | MS | P |
| --------------- | ---- | - | - | - | -- | -- | -- | - |
| Argentina       | 3    | 3 | 0 | 0 | 5  | 1  | +4 | 9 |
| Elfenbenskusten | 3    | 2 | 0 | 1 | 6  | 4  | +2 | 6 |
| Australien      | 3    | 0 | 1 | 2 | 1  | 3  | −2 | 1 |
| Serbien         | 3    | 0 | 1 | 2 | 3  | 7  | −4 | 1 |

|       | 2008-08-07 | Australien    | 1 – 1     | Serbien      | Shanghai Stadium, Shanghai                      |                                                 |
| 17:00 | 17:00      | Zadkovich 69′ | (Rapport) | Rajković 78′ | Publik: 36 184 Domare: Jerome Damon (Sydafrika) | Publik: 36 184 Domare: Jerome Damon (Sydafrika) |
| 17:00 | 17:00      |               |           |              | Publik: 36 184 Domare: Jerome Damon (Sydafrika) | Publik: 36 184 Domare: Jerome Damon (Sydafrika) |
| 17:00 | 17:00      |               |           |              | Publik: 36 184 Domare: Jerome Damon (Sydafrika) | Publik: 36 184 Domare: Jerome Damon (Sydafrika) |

|       | 2008-08-10 | Serbien                 | 2 – 4     | Elfenbenskusten                                       | Shanghai Stadium, Shanghai                             |                                                        |
| 19:45 | 19:45      | Mrdaković 16′ Rakić 90′ | (Rapport) | Cissé 3′ Rajković 24′ (sjm.) Kalou 70′ Gervinho 90+3′ | Publik: 38 320 Domare: Roberto Moreno Salazar (Panama) | Publik: 38 320 Domare: Roberto Moreno Salazar (Panama) |
| 19:45 | 19:45      |                         |           |                                                       | Publik: 38 320 Domare: Roberto Moreno Salazar (Panama) | Publik: 38 320 Domare: Roberto Moreno Salazar (Panama) |
| 19:45 | 19:45      |                         |           |                                                       | Publik: 38 320 Domare: Roberto Moreno Salazar (Panama) | Publik: 38 320 Domare: Roberto Moreno Salazar (Panama) |

|       | 2008-08-13 | Argentina                         | 2 – 0     | Serbien | Beijing Workers' Stadium, Beijing                |                                                  |
| 19:45 | 19:45      | Lavezzi 14′ (str.) Buonanotte 84′ | (Rapport) |         | Publik: 53 668 Domare: Abdullah Al Hilali (Oman) | Publik: 53 668 Domare: Abdullah Al Hilali (Oman) |
| 19:45 | 19:45      |                                   |           |         | Publik: 53 668 Domare: Abdullah Al Hilali (Oman) | Publik: 53 668 Domare: Abdullah Al Hilali (Oman) |
| 19:45 | 19:45      |                                   |           |         | Publik: 53 668 Domare: Abdullah Al Hilali (Oman) | Publik: 53 668 Domare: Abdullah Al Hilali (Oman) |

### Friidrott
- Huvudartikel: Friidrott vid olympiska sommarspelen 2008

Förkortningar
- Noteringar – Placeringarna avser endast löparens eget heat
- Q = Kvalificerad till nästa omgång
- q = Kvalificerade sig till nästa omgång som den snabbaste idrottaren eller, i fältgrenarna, via placering utan att uppnå kvalgränsen.
- NR = Nationellt rekord
- N/A = Omgången ingick inte i grenen
- Bye = Idrottaren behövde inte delta i denna omgång

Herrar
Bana och landsväg
| Idrottare         | Gren       | Heat     | Heat      | Semifinal        | Semifinal        | Final            | Final            |
| Idrottare         | Gren       | Resultat | Placering | Resultat         | Placering        | Resultat         | Placering        |
| ----------------- | ---------- | -------- | --------- | ---------------- | ---------------- | ---------------- | ---------------- |
| Nenad Filipović   | 50 km gång | i.u.     | i.u.      | i.u.             | i.u.             | 4:02:16          | 30               |
| Predrag Filipović | 20 km gång | i.u.     | i.u.      | i.u.             | i.u.             | 1:28:15          | 41               |
| Goran Nava        | 1 500 m    | 3:42.92  | 6         | Gick inte vidare | Gick inte vidare | Gick inte vidare | Gick inte vidare |

Fältgrenar
| Idrottare       | Gren        | Kval    | Kval      | Final            | Final            |
| Idrottare       | Gren        | Distans | Placering | Distans          | Placering        |
| --------------- | ----------- | ------- | --------- | ---------------- | ---------------- |
| Asmir Kolašinac | Kulstötning | 19.01   | 33        | Gick inte vidare | Gick inte vidare |
| Dragutin Topić  | Höjdhopp    | 2.25    | 17        | Gick inte vidare | Gick inte vidare |

Damer
Bana & landsväg
| Idrottare      | Gren    | Final    | Final     |
| Idrottare      | Gren    | Resultat | Placering |
| -------------- | ------- | -------- | --------- |
| Olivera Jevtić | Maraton | DNF      | DNF       |

Fältgrenar
| Idrottare         | Gren           | Kval  | Kval      | Final            | Final            |
| Idrottare         | Gren           | Längd | Placering | Längd            | Placering        |
| ----------------- | -------------- | ----- | --------- | ---------------- | ---------------- |
| Tatjana Jelača    | Spjutkastning  | NM    | –         | Gick inte vidare | Gick inte vidare |
| Ivana Španović    | Längdhopp      | 6.30  | 31        | Gick inte vidare | Gick inte vidare |
| Dragana Tomašević | Diskuskastning | 60.19 | 13        | Gick inte vidare | Gick inte vidare |
| Biljana Topić     | Tresteg        | 14.14 | 13        | Gick inte vidare | Gick inte vidare |

### Rodd
- Huvudartikel: Rodd vid olympiska sommarspelen 2008

Herrar
| Namn                      | Gren              | Försök  | Försök    | Semifinal | Semifinal | Final   | Final     |
| Namn                      | Gren              | Tid     | Placering | Tid       | Placering | Tid     | Placering |
| ------------------------- | ----------------- | ------- | --------- | --------- | --------- | ------- | --------- |
| Goran Jagar Nikola Stojić | Tvåa utan styrman | 6:46,71 | 5:a       | 6:38,96   | 8:a       | 6:49,12 | 7:a       |

Damer
| Namn          | Gren          | Försök  | Försök    | Kvartsfinal | Kvartsfinal | Semifinal | Semifinal | Final   | Final     |
| Namn          | Gren          | Tid     | Placering | Tid         | Placering   | Tid       | Placering | Tid     | Placering |
| ------------- | ------------- | ------- | --------- | ----------- | ----------- | --------- | --------- | ------- | --------- |
| Iva Obradović | Singelsculler | 7:49,13 | 7:a       | 7:39,16     | 12:a        | 7:52,39   | 11:a      | 7:53,83 | 11:a      |

### Simning
- Huvudartikel: Simning vid olympiska sommarspelen 2008

Herrar
| Namn              | Gren            | Försök   | Försök    | Semifinal        | Semifinal        | Final            | Final            |
| Namn              | Gren            | Tid      | Placering | Tid              | Placering        | Tid              | Placering        |
| ----------------- | --------------- | -------- | --------- | ---------------- | ---------------- | ---------------- | ---------------- |
| Milorad Čavić     | 100 m frisim    | 48,15    | 6:a       | Avbröt           | Avbröt           | Avbröt           | Avbröt           |
| Milorad Čavić     | 100 m fjärilsim | 50,76 OR | 1:a       | 50,92            | 1:a              | 50,59            | 2:a              |
| Ivan Lenđer       | 100 m fjärilsim | 53,41    | 40:e      | Gick inte vidare | Gick inte vidare | Gick inte vidare | Gick inte vidare |
| Vladan Marković   | 200 m fjärilsim | 2.03,12  | 43:e      | Gick inte vidare | Gick inte vidare | Gick inte vidare | Gick inte vidare |
| Čaba Silađi       | 100 m bröstsim  | 1.02,31  | 40:e      | Gick inte vidare | Gick inte vidare | Gick inte vidare | Gick inte vidare |
| Radovan Siljevski | 200 m frisim    | 1.50,25  | 40:e      | Gick inte vidare | Gick inte vidare | Gick inte vidare | Gick inte vidare |

Damer
| Namn                  | Gren           | Försök  | Försök    | Semifinal        | Semifinal        | Final            | Final            |
| Namn                  | Gren           | Tid     | Placering | Tid              | Placering        | Tid              | Placering        |
| --------------------- | -------------- | ------- | --------- | ---------------- | ---------------- | ---------------- | ---------------- |
| Nađa Higl             | 100 m bröstsim | 1.13,19 | 43:a      | Gick inte vidare | Gick inte vidare | Gick inte vidare | Gick inte vidare |
| Nađa Higl             | 200 m bröstsim | 2.32,78 | 33:a      | Gick inte vidare | Gick inte vidare | Gick inte vidare | Gick inte vidare |
| Miroslava Najdanovski | 50 m frisim    | Avbröt  | Avbröt    | Avbröt           | Avbröt           | Avbröt           | Avbröt           |
| Miroslava Najdanovski | 100 m frisim   | 56,50   | 38:e      | Gick inte vidare | Gick inte vidare | Gick inte vidare | Gick inte vidare |
| Milica Ostojić        | 200 m frisim   | 2.03,19 | 40:e      | Gick inte vidare | Gick inte vidare | Gick inte vidare | Gick inte vidare |
| Marica Stražmešter    | 100 m ryggsim  | 1.03,56 | 40:e      | Gick inte vidare | Gick inte vidare | Gick inte vidare | Gick inte vidare |

### Skytte
- Huvudartikel: Skytte vid olympiska sommarspelen 2008

### Tennis
| Spelare                      | Gren       | Omgång 1                               | Omgång 2                               | Åttondelsfinaler                       | Kvartsfinaler                          | Semifinaler                            | Final / BM                             | Final / BM                             |
| Spelare                      | Gren       | Motståndare Poäng                      | Motståndare Poäng                      | Motståndare Poäng                      | Motståndare Poäng                      | Motståndare Poäng                      | Motståndare Poäng                      | Placering                              |
| ---------------------------- | ---------- | -------------------------------------- | -------------------------------------- | -------------------------------------- | -------------------------------------- | -------------------------------------- | -------------------------------------- | -------------------------------------- |
| Novak Djokovic               | Herrsingel | Ginepri (USA) W 6–4, 6–4               | Schüttler (GER) W 6–4, 6–2             | Jouzjnj (RUS) W 7–6(7–3), 6–3          | Monfils (FRA) W 4–6, 6–1, 6–4          | Nadal (ESP) L 4–6, 6–1, 4–6            | Blake (USA) W 6–3, 7–6(7–4)            | 3                                      |
| Janko Tipsarević             | Herrsingel | Ferrer (ESP) W 7–6(10–8), 6–2          | Rochus (BEL) L 6–7(5–7), 3–2, ret.     | Gick inte vidare                       | Gick inte vidare                       | Gick inte vidare                       | Gick inte vidare                       | Gick inte vidare                       |
| Novak Đoković Nenad Zimonjić | Herrdubbel | i.u.                                   | Damm / Vízner (CZE) L 6–3, 0–6, 2–6    | Gick inte vidare                       | Gick inte vidare                       | Gick inte vidare                       | Gick inte vidare                       | Gick inte vidare                       |
| Ana Ivanovic                 | Damsingel  | Drog sig ur på grund av skada i tummen | Drog sig ur på grund av skada i tummen | Drog sig ur på grund av skada i tummen | Drog sig ur på grund av skada i tummen | Drog sig ur på grund av skada i tummen | Drog sig ur på grund av skada i tummen | Drog sig ur på grund av skada i tummen |
| Jelena Janković              | Damsingel  | Black (ZIM) W 6–3, 6–3                 | A Bondarenko (UKR) W 7–5, 6–1          | Cibulková (SVK) W 7–5, 6–1             | Safina (RUS) L 2–6, 7–5, 3–6           | Gick inte vidare                       | Gick inte vidare                       | Gick inte vidare                       |

### Vattenpolo
- Huvudartikel: Vattenpolo vid olympiska sommarspelen 2008

### Volleyboll
- Huvudartikel: Volleyboll vid olympiska sommarspelen 2008